# Auguste Maquet

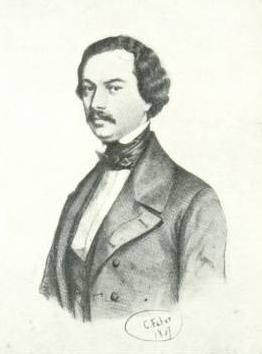
Auguste Maquet.

Auguste Maquet, född den 13 september 1813 i Paris, död där den 8 januari 1888, var en fransk författare.
Maquet var på 1840-talet den trägnaste medarbetaren i Alexandre Dumas den äldres romaner och dramatiseringarna av dem. Detta förhållande, avslöjat i Eugène de Mirecourts flygskrift Maison Alexandre Dumas et compagnie (1845), bröts 1851 till följd av penningtvister. Maquet uppgav själv, att han åtminstone till hälften författat 18 av Dumas romaner, och domstolarna gav honom rätt i flera fall. Bland nämnda antal återfinns Dumas ryktbaraste arbeten. Särskilt skall Maquet vara den egentlige upphovsmannen till Les trois mousquetaires, Vingt ans apres och Monte-Cristo. Bland de dramer, som han utarbetade i förening med Dumas, märks Les mousquetaires, Le chevalier de Maisonrouge och La reine Margot (alla tre uppförda i Sverige). Hans arvingar fick genom process 1922 sig tillerkänd royalty för åren 1908-1938 på försäljningen av Dumas i samverkan med honom skrivna arbeten. Däremot avslogs kravet, att Maquets namn skulle införas på titelbladen vid sidan av Dumas. På egen hand skrev Maquet ett tiotal romaner, bland annat Le comte de Lavernie (1854; "Ludvig XIV och madame Maintenon eller grefve de Lavernie", 1864),  samt dramatiserade flera av dem. Därjämte har man av hans penna vaudeviller och dikter.